# La Brévière
La Brévière – miejscowość i dawna gmina we Francji, w regionie Normandia, w departamencie Calvados. W dniu 1 stycznia 2016 roku z połączenia czterech ówczesnych gmin – La Brévière, La Chapelle-Haute-Grue, Sainte-Foy-de-Montgommery oraz Saint-Germain-de-Montgommery – powstała nowa gmina Val-de-Vie. W 2013 roku populacja La Brévière wynosiła 125 mieszkańców. 